# KBS 1TV 전원 드라마
KBS 1TV 전원 드라마는 KBS 1TV에서 방송되었던 TV 드라마 프로그램이었다.

## 작품 리스트
- 아래 드라마 프로그램들은 2003년 이전에 제작·방송했으며 부득이하게 일부 장면에서 흡연 장면·담배 소품이 노출될 수 있으며 시청자 여러분들의 양해를 바란다.
- 아래 드라마 프로그램들은 2002년 11월 이후 시청 가능 연령을 표시하는 드라마 프로그램 등급 제도를 의무적으로 시행하여 현재까지 이어지고 있다.
- 2017년 3월 1일부터 TV 프로그램 등급 표시 외에 주제, 폭력성, 선정성, 언어, 모방 위험 등 분류 사유 표시를 의무적으로 시행하고 있다.

### 1990년대
- 《대추나무 사랑걸렸네》 : 1990년 9월 9일 ~ 2007년 10월 10일

### 2000년대
- 《산 너머 남촌에는》 : 2007년 10월 24일 ~ 2012년 2월 27일

### 2010년대
- 《산 너머 남촌에는 2》 : 2012년 5월 20일 ~ 2014년 12월 28일
- 《오! 할매》 : 2015년 5월 31일 ~ 2015년 7월 22일

## 같이 보기
- 전원일기 (MBC TV)